# François Le Blanc
François Le Blanc est un savant numismate français né le 19 avril 1647 à Romans-sur-Isère et mort le 5 juin 1698 à Versailles.
On a peu de renseignements sur sa vie ; il semble "qu'il possédait une fortune considérable et ayant besoin d’une occupation suivie pour se distraire de sa mélancolie habituelle il se livra par goût à l’étude des médailles et en forma une belle collection Vers 1688 il accompagna en Italie le comte de Crussol et parcourut une grande partie de ce pays De retour en France il publia le résultat de ses recherches sur les monnaies françaises L’érudition solide dont il fit preuve dans ses ouvrages le fit choisir pour enseigner l’histoire aux enfants de France mais il mourut avant d’être entré dans l’exercice de ses fonctions il fut nommé professeur d’histoire des enfants de France ; il mourut presque aussitôt après cette nomination".

## Œuvres
Le Blanc est l’auteur d’un ouvrage intitulé Traité historique des monnaies de France depuis le commencement de la monarchie jusqu’à présent (1690 et 1692, in-4°, fig.). Ce volume contient seulement les monnaies des rois ; les monnaies des seigneurs se trouvent dans la seconde partie, restée manuscrite.

## Source
- « François Le Blanc », dans Pierre Larousse, Grand dictionnaire universel du XIXe siècle, Paris, Administration du grand dictionnaire universel, 15 vol., 1863-1890 [détail des éditions].
- Louis-Gabriel Michaud, Biographie universelle ancienne et moderne : histoire par ordre alphabétique de la vie publique et privée de tous les hommes, 1843-1865, 2e éd. [détail des éditions] (lire sur Wikisource)